# Gary Whitta
Gary Whitta (Poplar, 21 juli 1972) is een Britse scenarist, journalist en videogamedesigner. Hij was de hoofdredacteur van zowel de Amerikaanse als Britse versie van het magazine PC Gamer. Als scenarist is hij bekend van de films The Book of Eli (2010) en After Earth (2013).

## Biografie

### Journalistiek
Gary Whitta werd geboren in het Oost-Londense Poplar. Hij begon zijn loopbaan als videogamejournalist bij het magazine ACE. In 1992, toen er een einde kwam aan het magazine, werd hij een redacteur bij het magazine The One. Een jaar later was hij ook betrokken bij de oprichting van het Britse magazine PC Gamer. Enkele jaren later verhuisde Whitta naar de Verenigde Staten, waar hij hoofdredacteur werd van de Amerikaanse editie van het magazine. In 2000 stapte hij op, hoewel hij nog columns voor het maandblad bleef schrijven.

### Videogames
Naast zijn journalistieke carrière werkte Whitte ook mee aan verscheidene videogames. Zo schreef hij mee aan de games Duke Nukem Forever, Prey en Gears of War. Daarnaast was hij ook betrokken bij het episodisch computerspel The Walking Dead. Hij had ook een cameo in de gelijknamige tv-serie.

### Film en televisie
In 2010 werd Whitta's scenario The Book of Eli verfilmd door de broers Albert en Allen Hughes. Nadien werd hij door acteur Will Smith gecontacteerd om een scenario uit te werken. Het resultaat was de sciencefictionfilm After Earth (2013), die uiteindelijk geregisseerd zou worden door M. Night Shyamalan. De film kreeg overwegend negatieve recensies. Het script werd ook genomineerd voor een Razzie.
In mei 2014 raakte bekend dat Whitta in dienst was genomen om het scenario voor de eerste spin-off van Star Wars, getiteld Rogue One, te schrijven. Op 9 januari 2015 verklaarde Whitta dat hij het filmproject verlaten had. Diezelfde maand werd Chris Weitz aangenomen als zijn vervanger.

## Filmografie

### Als scenarist
- The Book of Eli (2010)
- After Earth (2013)
- Rogue One: A Star Wars Story (2016)